# Frankrijk op het Eurovisiesongfestival 1958
Frankrijk nam deel aan het Eurovisiesongfestival 1958, gehouden  in Hilversum, Nederland. Het was de derde deelname van het land. 

## Selectieprocedure
André Claveau was geselecteerd door de Franse omroep om zijn land te vertegenwoordigen. Het lied dat hij zou gaan zingen werd gekozen in een nationale finale. Het lied Dors, mon amour was speciaal voor het festival geschreven.
| Startplaats | Lied             | Plaats |
| ----------- | ---------------- | ------ |
| 1           | Dors, mon amour  | 1e     |
| 2           | Aïe, mon cœur    | -      |
| 3           | Helena           | -      |
| 4           | Le cœur en plate | -      |

## In Hilversum
Het Eurovisiesongfestival werd gehouden op 12 maart 1958. André Claveau trad op als derde van tien deelnemers, na de inzending uit Nederland en voor die van Luxemburg. Na de stemming had Frankrijk 27 punten ontvangen, waarmee het de winnaar van het festival werd. Het was de eerste keer dat Frankrijk het songfestival won.
België · Denemarken · Frankrijk · Italië · Luxemburg · Nederland · Oostenrijk · West-Duitsland · Zwitserland · Zweden
1956 · 1957 · 1958 · 1959 · 1960 · 1961 · 1962 · 1963 · 1964 · 1965 · 1966 · 1967 · 1968 · 1969 · 1970 · 1971 · 1972 · 1973 · 1974 · 1975 · 1976 · 1977 · 1978 · 1979 · 1980 · 1981 · 1982 · 1983 · 1984 · 1985 · 1986 · 1987 · 1988 · 1989 · 1990 · 1991 · 1992 · 1993 · 1994 · 1995 · 1996 · 1997 · 1998 · 1999 · 2000 · 2001 · 2002 · 2003 · 2004 · 2005 · 2006 · 2007 · 2008 · 2009 · 2010 · 2011 · 2012 · 2013 · 2014 · 2015 · 2016 · 2017 · 2018 · 2019 · 2020 · 2021 · 2022 · 2023 · 2024 · 2025